# Edgar P. Andersson
Edgar Paul Andersson, född 14 januari 1895 i Göteborg, död 4 februari 1990 i Farsta, var en svensk journalist och författare.
Andersson utgav främst pojkböcker.